# An Evening with Silk Sonic
Az An Evening with Silk Sonic a Silk Sonic amerikai R&B-duó debütáló stúdióalbuma, amely 2021. november 12-én jelent meg az Aftermath Entertainment és az Atlantic Records kiadókon keresztül. A duó tagjai Bruno Mars és Anderson .Paak. A Silk Sonic Bootsy Collins amerikai zenészt kérte fel narrátornak, míg Mars mellett a producere D’Mile volt. A lemezt 2017-ben, illetve 2020 és 2021 között vették fel.
Három kislemez jelent meg az albumról, a Leave the Door Open, a Skate és a Smokin Out the Window. A Leave the Door Open nagyon sikeres volt, első helyezett lett az Egyesült Államokban, Paak első ilyen dala. A Skate tizennegyedik, míg a Smokin Out the Window ötödik lett az Egyesült Államokban. Több díjátadón is felléptek dalaikkal, hogy népszerűsítsék a lemezt, mint a 63. Grammy-gálán, az American Music Awardson és a BET Awardson.
A 64. Grammy-gálán négy jelölést kaptak a Leave The Door Open című kislemezért.

## Háttér

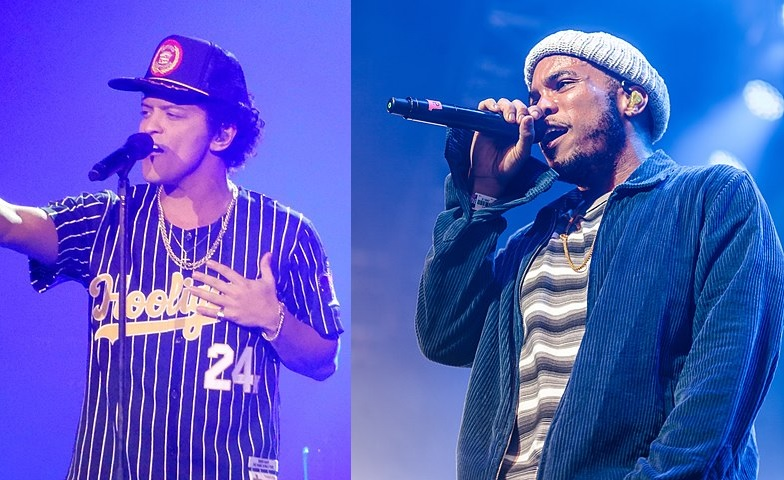
Bruno Mars (balra) és Anderson .Paak (jobbra), a Silk Sonic tagjai.

Bruno Mars amerikai énekes, illetve Anderson .Paak énekes és rapper 2017-ben találkozott, mikor együtt koncerteztek Mars 24K Magic World Tour turnéján. A párost látták együtt dolgozni Nile Rodgersszel és Guy Lawrence-szel. Gyorsan barátok lettek és eldöntötték, hogy együtt fognak dolgozni egy projekten. Egy Zane Lowe-vel készített interjúban  Mars azt mondta, hogy az album nagy része „Paak dobjátékán alapul.” Ezek mellett azt mondta, hogy „visszafele dolgozik, a gitártól vagy a zongorától,” míg Paak „zenéjét az ütőhangszerek vezetik, old-school Motown befolyással.” Mindketten egymást emelik ki a Silk Sonic hangzásának kialakításáért. D’Mile amerikai producer azt mondta, hogy a Silk Sonic azt követően lett egy projekt, hogy ő, Mars és Paak együtt dolgoztak egy dalon.
2021. február 26-án Mars és Paak bejelentették, hogy felvettek együtt egy albumot, Silk Sonic név alatt. A bejelentés szerint az album címe An Evening with Silk Sonic volt és közreműködött rajta Bootsy Collins narrátorként. Ekkor bemutatták az albumborítót is, amelyen a páros feje látható, ratró hangulatban megrajzolva két felirat között: „An evening with Silk Sonic... Bootsy Collins különleges vendég házigazdával.” Ezek mellett azt is bejelentették, hogy az első kislemez egy héttel később fog megjelenni.
Paak azt mondta, hogy Mars a dalok minden egyes részletét figyelembe veszi, a témáját, a hangzását és, hogy hogyan fog működni, mikor előadják koncerteken, míg ő sokkal inkább freestyle és a dal érzésére koncentrál. Mars azt mondta, hogy az 1960-as és az 1970-es évek zenéje inspirálta őket, esténként találkoztak a stúdióban, ittak és olyan zenét játszottak, amit élveztek. Paak szerint olyan előadók inspirálták a duót, mint Aretha Franklin, James Brown, Miles Davis, Stevie Wonder és Prince. Barátságuk „a klasszikus soul szeretetének köszönhetően alakult ki” és általában kedvenc dalaikat játszották egymásnak. Paak ezek mellett azt mondta, hogy nem biztos benne, hogy a projekt létrejött volna, ha nincs a Covid19-pandémia, mert valószínűleg mindketten koncerteztek volna abban az időben.
Azt mondták, hogy a pandémia és a rendőri túlkapások ellenére úgy döntöttek, hogy ezekről nem fognak beszélni zenéjükben. Mars később ezt azzal egészítette ki, hogy „egy jó dal összehozza az embereket... szóval ez volt az elképzelésünk az egész albummal. Mi jól érezzük magunkat tőle, rezonál velünk, ez másokra is igaz lesz és más emberek is jól fogják érezni magukat tőle.” Paak azt mondta, hogy mindketten sokat szenvedtek életük során és ezzel az albummal fognak vele megbirkózni. Ennek ellenére a Silk Sonic felvett dalokat „nehezebb” tartalommal, de Mars nem volt benne biztos, hogy rajta lesz-e az albumon. Mikor befejezték a felvételeket Mars lejátszotta magának az albumot és úgy döntött, hogy Paak házához utazik autóval. Mikor az utóbbi meghallgatta a dalokat az autóban, elutasította a felvételeket, annak ellenre, hogy hetekig dolgoztak rajta. Mars azt mondta, hogy karrierje során minden albumát úgy keverte, hogy meghallgatta Cadillac CTS-ében, hogy lássa, hogy hangzana egy „való világi helyzetben.”

## Felvételek
Paak és Mars 2017 elején találkozott turnézás közben, mikor úgy döntöttek, még egy projekt gondolata nélkül, hogy kibérelnek egy stúdiót. Az első dal munkálatai, amelyet írtak azzal kezdődött, hogy egyikük kimondta a „Smoking out the window” szavakat. A számot egy férfiről írták, aki stresszes és túl sok cigarettát szív el, miközben megpróbál kikerülni egy aggasztó helyzetből. Ez az eredetileg viccként induló koncepció lett az első refrén, amit megírtak. Mikor a turné véget ért, félbehagyták a felvételeket.
2020 februárjában, a Covid19-pandémia kezdete előtt Mars azokat a dalokat hallgattak, amiket együtt felvettek és felhívta Paakot, hogy csatlakozzon hozzá a stúdióban. Ekkor volt a későbbinek a születésnapja és elég részeg volt, de ennek ellenére dolgozni kezdett Marssal a stúdióban. Mikor elkezdték írni a dalokat kialakult egy kompetitív, de baráti hangulat alakult ki, miközben megpróbálták fejleszteni a munkájukat. Élvezték a közös munkát, ezért folytatták a felvételeket. Paak elismerte, hogy a pandémia ellenére továbbra is stúdióban dolgoztak együtt, ahelyett, hogy saját otthonukban vettek volna fel zenét. A stúdióban általában csak elkezdtek zenélni, próbálták megérteni, hogy hogyan tudják elérni azt, hogy az emberek jól érezzék magukat a dalok hallgatása közben, és, hogy mi hiányzik róluk. Gyakran teljesen újrakezdtek egy dalt, hogy tökéletes legyen. Stúdióban töltött idejük alatt megpróbálták létrehozni az álom számlistájukat. Ez a „végzet számlistája” nevet kapta, de szükségük volt valakire, aki a dalokat össze tudta tartani. Mindketten nagy rajongói voltak Bootsy Collins amerikai zenésznek, aki kitaláltam a duó nevét és az album narrátora is lett. Mars azt mondta, hogy „Anderson bejött a stúdióba és felszabadított valami az agyamban, amit korábban még soha nem használtam... Így történik az inspiráció, tudod?”

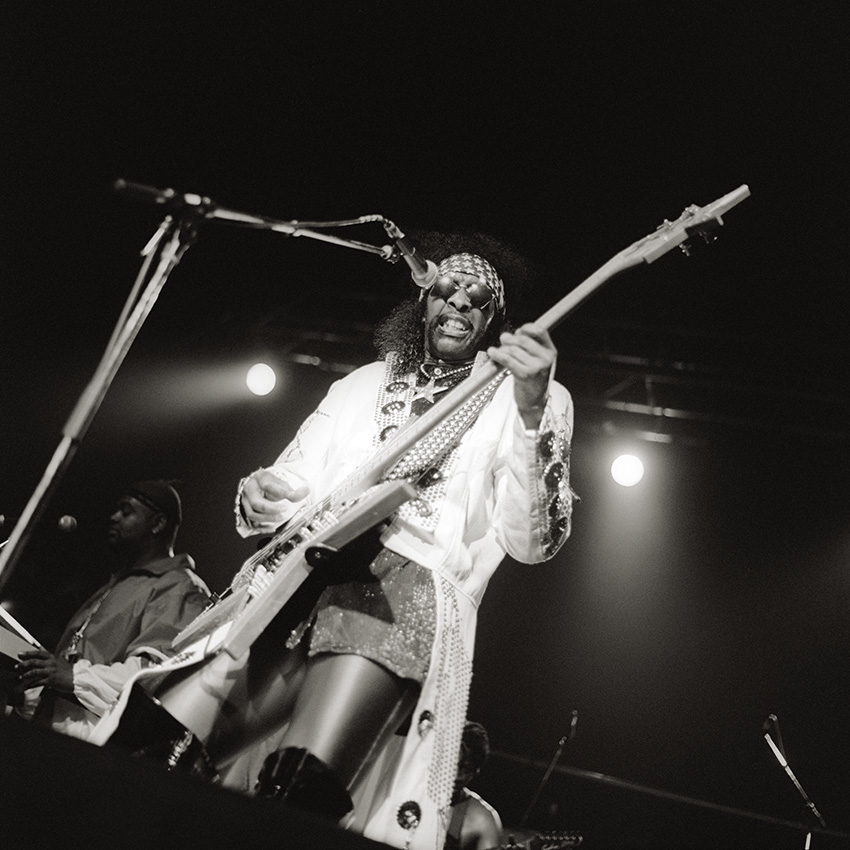
Bootsy Collins amerikai funkzenész volt az album narrátora.

Mars ekkor újra találkozott gyakori közreműködőivel, Christopher Brody Brown amerikai dalszerzővel és producerrel, illetve Charles Moniz felvételi hangmérnökkel, hogy felvegyék az An Evening with Silk Sonicot. Ezen a ponton Mars felkérte James Fauntleroy amerikai énekest, hogy lépjen kapcsolatba D’Mile producerrel, miután megtalálta őt Instagramon és meghallgatta munkáját Lucky Daye Painted (2019) debütáló stúdióalbumán. Mikor stúdióba kerültek, D’Mile jó benyomást akart kelteni azzal, hogy befejezi a dalt, amin Mars éppen dolgozott és addig nem csinál mást. Ennek ellenére Mars azt mondta neki, hogy „Mindig itt vagyunk. Szeretném, ha velünk jönnél zenélni.” A producer az album egyik legfontosabb dalszerzője lett. Ezek mellett a duó dolgozott még Dr. Dre amerikai rapperrel és producerrel, aki adott nekik tanácsokat a projekttel kapcsolatban. Homer Steinweiss, a Dap-Kings dobosa, aki korábban dolgozott Marssal az Unorthodox Jukebox (2012) és a 24K Magic (2016) albumokon, szintén hozzátett a lemezhez, az egyik dalon ő a dobos.
Hogy elérjék a megcélzott hangzást, a Silk Sonic és Moniz felvették a kapcsolatot „idősebb stúdiózenészekkel” és „régi dobmagazinokat” olvastak. A megfelelő hangszerekre volt szükségük, mint Ludwig-dobok, Remo Ambassador fejekkel, Giovanni Hidalgo kongák, egy Hohner Clavinet D6 billentyű, egy Danelectro szitár, egy Trophy Music mini-harangjáték és egy Solid State Logic keverőpult. Ezt követően megpróbálták „utánozni az old-school játékstílusokat és felenni őket,” egy vagy két mikrofont használva, több zenész játszott egy helyen, egy időben. Ugyan megvolt minden hangszerük, hogy létrehozzák a keresett hangzást, ekkor még nem voltak sikeresek.
A Silk Sonic beszélt ezek mellett egy dal újradolgozásának folyamatáról is. Egyik daluk megemlékezik a philadelphiai soulról és szerepel rajta egy „vonós szekció, hangmintaként használt viharral együtt.” A dalszöveg témája szívfájdalom és az abból való felépülés. Mars, Paak és D’Mile meghallgatta külön az összes hangszert és úgy döntöttek, hogy a dobok nem felelnek meg az elvárásnak. Paak elkezdett közel 20 percig dobolni, miközben Mars és D’Mile elmondták véleményüket. Mikor elkészült a dob, Mars elkezdett zongorázni, amely a hangszereléssel együtt nagyjából 10 percbe telt. D’Mile szerint egy kivételével minden egyes dal, amelyet megírtak, szerepel az albumon. Mikor úgy érezték, hogy egy verzió nem felelt meg, újradolgozták, hogy a zenészektől elkezdve a hangmérnök asszisztenséig mindenkinek tetsszen.

## Kiadás és promóció
2021 februárjának végén Mars és Paak közösségi oldalaikon jelentették be, hogy megalapították új együttesüket, a Silk Sonicot és megmutatták debütáló stúdióalbumuknak borítóját. Az album címe An Evening with Silk Sonic volt. Ezek mellett elmonsták, hogy 2021. március 5-én fog megjelenni az első kislemez az albumról. A Leave the Door Open jelent meg ekkor világszerte, a Silk Sonic Intro dal mellett, amelyen szerepelt az album narrátora, Bootsy Collins is. A Leave the Door Opent először a 63. Grammy-gálán adták elő élőben, 2021. március 14-én. A fellépést méltatták a zenekritikusok.
2021. július 30-án megjelent a Skate, mint a második kislemez. Eredetileg Mars és Paak azt mondta, hogy az album 2021 őszére várható, de 2022 januárjára halasztották, hogy több dalt tudjanak megjelentetni. Mindezek ellenére Mars születésnapján, 2021. október 8-án a Silk Sonic bejelentette, hogy az albumot 2021. november 12-én fogják kiadni. Ugyanezen a napon az album elérhető lett előrendelésre világszerte. 2021. október 29-én a Get Engaged marketingügynökség bejelentette, hogy elkezdtek dolgozni az album népszerűsítési kampányain.

### Kislemezek
A Leave the Door Open volt az album első kislemeze és 2021. március 5-én jelent meg, egy videóklippel együtt. Az albumot pozitívan fogadták a kritikusok, kiemelve a két énekes hangját és a dal kompozícióját is. Több magazin is, mint a Billboard, a Vulture és a Complex is az év egyik legjobb dalának nevezte. Kereskedelmileg is sikert jelentett a duónak a dalt, elérve az országos slágerlisták élét az Egyesült Államokban, Izraelben és Új-Zélandon, illetve a legjobb tíz hely egyikén volt többek között Ausztráliában, Belgiumban, Kanadában és Portugáliában is.
A Skate volt az An Evening with Silk Sonic második kislemeze, 2021. július 30-án jelent meg, egy videóklippel együtt. Ezt a dalt is méltatták a zenekritikusok, de kereskedelmileg kevésbé volt sikeres, a Billboard Hot 100 slágerlistán csak 14., Új-Zélandon 12. és Izraelben a lista első helyét tudta elérni.
A Smokin Out the Window jelent meg az album harmadik kislemezeként, 2021. november 5-én, egy videóklippel együtt.

### Koncertek
Az albumot és kislemezeit népszerűsítették a 63. Grammy-gála mellett a 2021-es iHeartRadio Music Awards, és az ugyanazon évi BET Awards díjátadókon is.

## Számlista
| An Evening with Silk Sonic | An Evening with Silk Sonic                             | An Evening with Silk Sonic                                                                                     | An Evening with Silk Sonic | An Evening with Silk Sonic | An Evening with Silk Sonic | An Evening with Silk Sonic | An Evening with Silk Sonic | An Evening with Silk Sonic | An Evening with Silk Sonic |
|                            | Cím                                                    | Szerző(k) | Hossz                      |                            |                            |                            |                            |                            |                            |
| -------------------------- | ------------------------------------------------------ | --- | -------------------------- | -------------------------- | -------------------------- | -------------------------- | -------------------------- | -------------------------- | -------------------------- |
| 1.                         | Silk Sonic Intro                                       | Bruno Mars Brandon Anderson Dernst Emile II                                                                    | 1:03                       |                            |                            |                            |                            |                            |                            |
| 2.                         | Leave the Door Open                                    | Mars Anderson Emile Christopher Brody Brown                                                                    | 4:02                       |                            |                            |                            |                            |                            |                            |
| 3.                         | Fly as Me                                              | Mars Anderson Emile James Fauntleroy Sean Anderson                                                             | 3:39                       |                            |                            |                            |                            |                            |                            |
| 4.                         | After Last Night (Thundercattel és Bootsy Collinsszal) | Mars Anderson Emile Fauntleroy Stephen Bruner Jonathan Yip Ray Romulus Jeremy Reeves Ray Charles McCollough II | 4:09                       |                            |                            |                            |                            |                            |                            |
| 5.                         | Smokin Out the Window                                  | Mars Anderson Emile                                                                                            | 3:17                       |                            |                            |                            |                            |                            |                            |
| 6.                         | Put On a Smile                                         | Mars Anderson Kenneth Edmonds Emile                                                                            | 4:15                       |                            |                            |                            |                            |                            |                            |
| 7.                         | 777                                                    | Mars Anderson Brown Emile                                                                                      | 2:45                       |                            |                            |                            |                            |                            |                            |
| 8.                         | Skate                                                  | Mars Anderson Emile Fauntleroy Domitille Degalle J.D. Beck                                                     | 3:23                       |                            |                            |                            |                            |                            |                            |
| 9.                         | Blast Off                                              | Mars Anderson Emile                                                                                            | 4:44                       |                            |                            |                            |                            |                            |                            |
| 31:17                      |                                                        | |                            |                            |                            |                            |                            |                            |                            |

## Közreműködő előadók
A Tidal adatai alapján.
| Utómunka és dalszerzés - Bruno Mars – énekes, gitár (1, 2, 5-9), ütőhangszerek (3, 5-9), konga (2, 8), gitárszóló (4, 9), szitár (8) - Anderson .Paak – énekes, dobok (1-4, 6-9) - Babyface – háttérénekes (6) - Brody Brown – basszusgitár (2, 7) - Natasha Colkett – hegedű (2, 4-6, 8, 9) - Bootsy Collins – énekes (1, 4-6, 9) - Gared Crawford – hegedű (2, 6, 8) - D’Mile – háttérénekes (1, 3, 6-9), basszusgitár (1, 3, 5, 6, 8, 9), zongora (1, 2, 4-6, 8), gitár (1, 4), billentyűk (1, 9), B3 (3, 7), ütőhangszerek (3, 6), orgona (1), Rhodes (8), programozás (9) - Boo Mitchell – kürt (1, 3, 5-7) - Blake Espy – hegedű (2, 4-6, 8, 9) - Ella Feingold – további gitár (1, 4), gitáreffektek (2), vibrafon (5) - Glenn Fischbach – cselló (2, 4-6, 8, 9) - David Foreman – ritmusgitár (8) - Marc Franklin – trombita (1, 3, 5-7) - Larry Gold – vonós hangszerelés és karmester (2, 4-6, 8, 9) - Steve Heitliner – brácsa (6, 8) | - Chris Jussell – hegedű (4, 5, 9) - Ron Kerber – fuvola (4) - Jonathan Kim – brácsa (2, 4-6, 8, 9) - James King – énekes (1) - Emma Kummrow – hegedű (2, 4-6, 8, 9) - Luigi Mazzocchi – hegedű (2, 4-6, 8, 9) - Lannie McMillan – tenorszaxofon (3, 5-7) - Krystal Miles – háttérénekes (3, 4, 9) - Charles Moniz – ütőhangszerek (4) - Yoshihiko Nakano – brácsa (2, 4, 5, 9) - Jeremy Reeves – ütőhangszerek (4) - Alex Resoagli – cabasa (4) - Kirk Smothers – altszaxofon (1, 3, 5-7), baritonszaxofon (3, 5, 7) - Homer Steinweiss – dobok (5) - Steve Tirpak – vonós hangszerelés (6) - Thundercat - énekes és basszusgitár (4) - Tess Varley – hegedű (2, 4-6, 8, 9) - Kameron Whalum – harsona (1, 3, 5-7), énekes (1) |

| Felvételek - Charles Moniz – hangmérnök és felvételek - Alex Resoagli – asszisztens hangmérnök - Serban Ghenea – keverés - John Hanes – hangmérnök keveréshez - Bryce Bordone – keverési asszisztens - Randy Merrill – master - Jeff Chestek – vonós hangmérnök (4-6, 8, 9) - Cody Cichowski – vonós hangmérnök (2), vonós asszisztens hangmérnök (6, 8) - Tobe Donohue – Bootsy Collins hangmérnöke (1, 4-6) - Jens Jungkurth – dob hangmérnök (5) | Design - Erica Bellarosa – üzleti asszisztens - Craig Rosen –A&R-adminisztrátor - Florent Déchard, John Esparza – albumborító - Harper Collins, Florent Déchard, John Esparza – fényképész |

## Slágerlisták
| Albumlista (2021)                         | Legmagasabb pozíció |
| ----------------------------------------- | ------------------- |
| Ausztrál albumlista (ARIA)                | 4                   |
| Belga albumlista (Ultratop Flanders)      | 7                   |
| Belga albumlista (Ultratop Wallonia)      | 15                  |
| Brit albumlista (OCC)                     | 9                   |
| Brit R&B-albumlista (OCC)                 | 1                   |
| Cseh albumlista (ČNS IFPI)                | 68                  |
| Dán albumlista (Hitlisten)                | 5                   |
| Finn albumlista (Suomen virallinen lista) | 7                   |
| Francia albumlista (SNEP)                 | 12                  |
| Holland albumlista (Album Top 100)        | 4                   |
| Ír albumlista (OCC)                       | 5                   |
| Japán albumlista (Oricon)                 | 10                  |
| Japán Hot albumlista (Billboard Japan)    | 5                   |
| Kanadai albumlista (Billboard)            | 3                   |
| Lengyel albumlista (ZPAV)                 | 45                  |
| Litván albumlista (AGATA)                 | 13                  |
| Magyar albumlista (MAHASZ)                | 9                   |
| Német albumlista (Offizielle Top 100)     | 26                  |
| Norvég albumlista (VG-lista)              | 4                   |
| Olasz albumlista (FIMI)                   | 18                  |
| Osztrák albumlista (Ö3 Austria)           | 12                  |
| Portugál albumlista (AFP)                 | 7                   |
| Skót albumlista (OCC)                     | 19                  |
| Spanyol albumlista (PROMUSICAE)           | 11                  |
| Svájci albumlista (Schweizer Hitparade)   | 5                   |
| Svéd albumlista (Sverigetopplistan)       | 7                   |
| US Billboard 200                          | 2                   |
| US Top R&B/Hip-Hop albumlista (Billboard) | 1                   |
| Új-Zélandi albumlista (RMNZ)              | 3                   |

| Albumlista (2021)                  | Pozíció |
| ---------------------------------- | ------- |
| Holland albumlista (Album Top 100) | 61      |
| Magyar albumlista (MAHASZ)         | 9       |

## Minősítések
| Régió                 | Minősítés  | Példányszám |
| --------------------- | ---------- | ----------- |
| Kanada (Music Canada) | Aranylemez | 40 000      |

## Kiadások
| Régió       | Dátum              | Formátumok                                      | Kiadó                  |
| ----------- | ------------------ | ----------------------------------------------- | ---------------------- |
| Világszerte | 2021. november 12. | - kazetta - CD - digitális letöltés - streaming | - Aftermath - Atlantic |